# SexyBack
«SexyBack» es una canción grabada por el cantautor estadounidense Justin Timberlake para su segundo álbum de estudio, FutureSex/LoveSounds (2006). Fue lanzada el 18 de julio de 2006 por Jive Records como el sencillo principal del álbum. La canción fue escrita y producida por Nate Hills, Tim Mosley y Timberlake. Hablando de «SexyBack», Timberlake reveló que se fue «a la izquierda», cantando la canción en un estilo de rock, no un estilo de R&B. Describió la canción como los músicos David Bowie y David Byrne «cubriendo» la canción de 1970 de James Brown «Sex Machine». La pista cuenta con Timbaland en coros, mientras que la voz de Timberlake está distorsionada. La instrumentación utilizada en la canción incluye un latido, acordes electrónicos y sonidos de caja de ritmos.
Hasta febrero de 2013, la canción vendió 465 800 copias en el Reino Unido.

## Video musical
Se ha dicho que el vídeo de este sencillo está inspirado en el vídeo musical «Take a Bow» de Madonna. Michael Hausmann (el director de «Take a Bow») fue puesto a dirigir este vídeo. Timberlake fue citado diciendo que le gustaba la imagen visual del vídeo de Madonna mostrando así su lado oculto. Está hecho de tal forma como si fuera una película corta. El vídeo fue lanzado el 25 de julio en MTV's Making the Video.
El vídeo fue grabado en Barcelona, España en junio de 2006 con la participación de Elena Anaya.

## Lista de canciones
Descarga digital
1. «SexyBack» (Explicit/Clean) – 4:03

CD1 (Reino Unido)
1. «SexyBack» (Explicit Album Version) – 4:03
2. «SexyBack» (Instrumental) – 4:02

CD2 (Reino Unido)
1. «SexyBack» (Explicit Album Version) – 4:03
2. «SexyBack» (Tom Novy Ibiza Dub) – 7:48
3. «SexyBack» (Linus Loves Remix) – 6:18
4. «SexyBack» (Armands Mix) – 7:12
5. «SexyBack» (Video)

CD Sencillo
1. «SexyBack» (Pop Clean Edit) – 4:03
2. «SexyBack» (Instrumental) – 4:02
3. «SexyBack» (Explicit Album Version) – 4:03

CD - Dance Mixes
1. «SexyBack» (Explicit Album Version) – 4:03
2. «SexyBack» (Armands Mix) – 7:12
3. «SexyBack» (DJ Sneaks Sexy Main Mix) – 6:58
4. «SexyBack» (Linus Loves Remix) – 6:18
5. «SexyBack» (Armands Dub) – 6:14
6. «SexyBack» (Dean Coleman Silent Sound Beatdown) – 6:24
7. «SexyBack» (Sneak Beats Dub) – 5:24
8. «SexyBack» (Tom Novy Ibiza Dub) – 7:48

Remixes
1. «SexyBack» (Steve Lawler Remix) – 8:49
2. «SexyBack» (Eddie Baez Mix) – 9:47
3. «SexyBack» (Dean Coleman Xtra Funk Mix) – 8:11
4. «SexyBack» (Ralphi Rosario Remix) – 9:50
5. «SexyBack» (Petyasb Dub) – 9:52
6. «SexyBack» (Solar City vs. Amokk Club Mix) – 9:14
7. «SexyBack» (DJ Wayne Williams Ol' Skool Remix) (featuring Missy Elliott) – 4:16

## Posicionamiento en listas
| Listas (2006)                          | Mejor posición |
| -------------------------------------- | -------------- |
| Alemania (Offizielle Deutsche Charts)  | 1              |
| Australia (ARIA)                       | 1              |
| Austria (Ö3 Austria Top 40)            | 5              |
| Bélgica (Flandes) (Ultratop 50)        | 3              |
| Bélgica (Valonia) (Ultratop 50)        | 2              |
| Dinamarca (Tracklisten)                | 2              |
| Escocia (Scottish Singles Sales Chart) | 1              |
| Eslovaquia (Rádio Top 100)             | 4              |
| Estados Unidos (Billboard Hot 100)     | 1              |
| Estados Unidos (Mainstream Top 40)     | 1              |
| Estados Unidos (Hot Dance Club Songs)  | 1              |
| Estados Unidos (Hot R&B/Hip-Hop Songs) | 11             |
| Estados Unidos (Adult Top 40)          | 18             |
| European Hot 100                       | 1              |
| Finlandia (OFC)                        | 3              |
| Francia (SNEP)                         | 8              |
| Hungría (Single Top 40)                | 3              |
| Hungría (Dance Top 40)                 | 11             |
| Irlanda (IRMA)                         | 1              |
| Italia (FIMI)                          | 3              |
| Nueva Zelanda (Recorded Music NZ)      | 1              |
| Noruega (VG-lista)                     | 1              |
| Países Bajos (Mega Single Top 100)     | 7              |
| Reino Unido (UK Singles Chart)         | 1              |
| República Checa (Rádio Top 100)        | 12             |
| Suecia (Sverigetopplistan)             | 5              |
| Suiza (Schweizer Hitparade)            | 2              |
| Venezuela Pop Rock (Record Report)     | 4              |

## Créditos
- Letras: Justin Timberlake, Timothy Mosley, Nate Hills
- Voz principal y coros: Justin Timberlake
- Voz principal, sampler Ensoniq ASR-10:Timbaland
- Guitarra eléctrica: Bill Pettaway
- Bajo: Darryl Pearson
- Teclado: Timbaland, Danja -
- Programación de Akai MPC3000 y Macintosh: Nate "Danja" Hill
- Producción: Timbaland, Danja, Justin Timberlake